# Ludwig Crüwell
Ludwig Crüwell, nemški general, * 20. marec 1892, † 25. september 1958.